# Espectroscòpia astronòmica
L'espectroscòpia astronòmica és la tècnica d'espectroscòpia emprada en astronomia. Com que l'espectroscòpia queda ben descrita en el seu propi article, aquí ens centrarem en el seu ús en l'astronomia. L'objectiu d'estudi és l'espectre de la radiació electromagnètica, inclosa la llum visible, que radia des d'estels i altres objectes celestes. L'espectroscòpia es pot emprar per esbrinar moltes propietats d'estels i galàxies distants, com llur composició química i moviment, mitjançant l'efecte Doppler.

## Estels
L'espectroscòpia astronòmica comença amb les observacions inicials d'Isaac Newton de la llum del Sol, dispersada per un prisma. Observà un arc de Sant-Martí de color, i potser fins i tot línies d'absorció. Aquestes bandes fosques que apareixen en l'espectre solar les va descriure per primer cop en detall Joseph von Fraunhofer. La majoria d'espectres estel·lars comparteixen aquestes dues característiques dominants de l'espectre solar: emissió en totes les longituds d'onda de l'espectre òptic (el continuum) amb diverses línies d'absorció discretes superposades.
Denominacions originals de Fraunhofer (1817) per a les línies d'absorció de l'espectre solar:
| Lletra | Longitud d'ona (nm) | Origen químic  |
| ------ | ------------------- | -------------- |
| A      | 759,37              | O₂ atmosfèric  |
| B      | 686,72              | O₂ atmosfèric  |
| C      | 656,28              | hidrogen alpha |
| D1     | 589,59              | sodi neutre    |
| D2     | 589,00              | sodi neutre    |
| E      | 526,96              | ferro neutre   |
| F      | 486,13              | hidrogen beta  |
| G      | 431,42              | molècula CH    |
| H      | 396,85              | calci ionitzat |
| K      | 393,37              | calci ionitza  |

Fraunhofer i Angelo Secchi van estar entre els pioners de l'espectroscòpia del Sol i altres estels. Es recorda especialment Secchi per classificar els estels en tipus espectrals, basant-se en el nombre i força de les línies d'absorció de llur espectre. Més endavant es descobrí que l'origen dels tipus espectrals estava relacionat amb la temperatura superficial de l'estel: només es poden observar determinades línies d'absorció dins d'un cert interval de temperatures; perquè només en aquest rang s'omplen els nivells energètics atòmics relacionats.
Les línies d'absorció en els espectres estel·lars es poden emprar per determinar la composició química d'un estel. Cada element és responsable d'un conjunt diferent de línies d'absorció en l'espectre, a longituds d'onda que es poden mesurar de forma extremadament fiable mitjançant experiments en laboratori. Per tant, una línia d'absorció en una longitud d'onda concreta en un espectre estel·lar mostra que aquest element hi ha d'estar present. Les línies d'absorció de l'hidrogen (que es troba a l'atmosfera de gairebé qualsevol estel) són particularment importants. Les línies de l'hidrogen que es troben dins de l'espectre visible es denominen línies de Balmer.
El 1868, Sir Norman Lockyer observà fortes línies grogues en l'espectre solar que no havia vist mai en experiments en el laboratori. Va deduir-ne que havia de tractar-se d'un element desconegut, al que anomenà heli, del grec helios (Sol). L'heli no es detectà de forma concloent a la Terra fins vint-i-cinc anys després.
En la mateixa dècada es detectaren línies d'emissió (una verda, en particular) en l'espectre coronal durant els eclipsis solars que no es corresponien amb cap línia espectral coneguda. De nou va proposar-se que això es devia a un element desconegut, denominat coroni de forma provisional. No fou fins a la dècada del 1930 que va descobrir-se que aquestes línies provenien de ferro i níquel molt ionitzats, devent-se aquesta ionització a les temperatures extremes de la corona solar.
En conjunt amb la física atòmica i els models d'evolució estel·lar, l'espectroscòpia estel·lar s'empra actualment per a determinar una multitud de propietats estel·lars: la seva distància, edat, lluminositat, i tassa de pèrdua de massa es poden estimar mitjançant estudis espectrals, i els estudis sobre l'efecte Doppler poden descobrir la presència de companys amagats com forats negres i exoplanetes.

## Nebuloses
En els primers temps de l'astronomia telescòpica, la paraula "nebulosa" s'emprava per a descobrir qualsevol taca borrosa que no semblés un estel. Moltes d'aquestes, com la Nebulosa d'Andròmeda, tenien espectres que s'assemblaven molt als estel·lars, i acabaren resultant galàxies. D'altres, com la Nebulosa de l'Ull de Gat, tenien espectres molt diferents. Quan William Huggins observà l'Ull de gat, no hi trobà un espectre continu com el del Sol, sinó només unes poques línies d'emissió fortes. Aquestes línies no es corresponien amb cap element terrestre conegut, i com va succeir amb l'heli que s'havia identificat en el Sol, els astrònoms suggeriren que les línies es devien a un nou element, nebuli (anomenat ocasionalment nebul o nefeli). En realitat, en la dècada del 1920 va descriure's que les línies es devien a l'oxigen, un element molt familiar. Però les nebuloses estan normalment molt rarificades; són molt menys denses que el millor buit aconseguit en la Terra. En aquestes condicions, els àtoms es comporten d'un mode molt diferent i es poden formar línies que se suprimeixen a densitats normals. Aquestes línies es coneixen com a línies prohibides i són les més potents en la majoria d'espectres nebulars.

## Galàxies
L'espectre de les galàxies s'assembla a l'estel·lar, ja que consisteix en la llum de milions d'estels combinats. L'espectroscòpia galàctica ha conduït a molts descobriments fonamentals. Edwin Hubble descobrí en la dècada del 1920 que, a més de les més properes (aquelles en el que es coneix com el Grup Local), totes les galàxies s'allunyen de la Terra. Com més lluny sigui una galàxia, més ràpid s'està allunyant (vegeu la llei de Hubble). Aquesta fou la primera indicació que l'Univers es creà en un únic punt, en un big-bang.
Els estudis de Fritz Zwicky sobre agrupacions galàctiques mitjançant l'efecte Doppler troben que la majoria de les galàxies s'estan movent més ràpid del que semblava possible, pel que es coneixia de la massa d'aquestes agrupacions. La hipòtesi de Zwicky és que ha d'existir una gran quantitat de matèria no lluminosa en les agrupacions galàctiques: el que va acabar coneixent-se com matèria fosca.

## Planetes i asteroides
Els planetes i asteroides brillen només reflectint la llum del Sol. La llum reflectida conté bandes d'absorció degut als minerals presents en les roques dels cossos rocosos, o a elements i molècules presents en les atmosferes dels gegants gasosos. Els asteroides es poden classificar en tres tipus principals, d'acord amb el seu espectre: els tipus C estan compostos per materials carbonacis; els tipus S consisteixen principalment de silicats; i els tipus M són "metàl·lics". Els asteroides de tipus C i S són els més comuns.

## Cometes
L'espectre dels cometes consisteix en un espectre solar reflectit en els núvols de pols que l'envolten, així com en línies d'emissió formades quan el vent solar topa amb els gasos que envolten el cometa. L'anàlisi de la composició dels cometes ha mostrat que estan fets de materials verges provinents dels temps de formació del sistema solar. És sabut que existeixen molts compostos orgànics en els cometes, i s'ha suggerit que els impactes cometaris poden haver proporcionat la Terra molta de l'aigua dels seus oceans i els compostos necessaris per a la formació de la vida. S'ha suggerit també que la vida pot haver estat portada a la Terra per cometes des de l'espai interestel·lar (la teoria de la Panspèrmia).